# Urbino
Urbino (urbíno) /antično Urbinum Hortense, lat. Urvinum Mataurense, Urbinum Mataurense) je mesto v pokrajini Pesaro e Urbino na severu italijanske dežele Marke.
Mesto, ki po stanju na dan 31. december 2005 šteje 15.566 prebivalcev je bilo naseljeno že v predrimski dobi. Ustanovili so ga Umbrijci. Kasneje je bil v posesti  Etruščanov, Keltov in Galcev. Pod rimsko oblast pride v 3. stoletju pr. n. št. Pravi razcvet je doživelo v 12. stoletju, ko je postalo središče vojvodstva Umbrije.

## Zgodovina
Majhno rimsko mesto Urbinum Mataurense (mestece ob reki Mataurus) je bilo v 6. stoletju v času gotskih vojn pomembno strateško oporišče, ki so ga leta 538 osvojili Ostrogoti s Belisariusom na čelu. 
Čeprav je Pippin Urbino prodal papežu, je še vedno prisotna želja po svobodnem mestu. Konec 12. ali v začetku 13. stoletja je prešla posest v roke rodbini Montefeltro. Pritisk na mesto, ki ga je družina izvedla v letu 1228, ki je imela za posledico upor prebivalcev, ki so združili moči s prebivalci Riminija. Nadzor nad mestom so Montefeltri ponovno dobili leta 1234 in ostali do leta 1508. V bojih med gvelfi in gibelini, frakcijami, ki so podpirale bodisi papeža bodisi Sveto rimsko cesarstvo, so bili v 13. in 14. stoletju Montefeltro, gospodarji Urbina, voditelji Gibelinov v pokrajini Marke in v Romanja.
Najbolj znan član Montefeltrov je bil Federico III. (ali II.), vojvoda Urbina med letoma 1444–1482, zelo uspešen kondotjer, spreten diplomat in navdušen pokrovitelj umetnosti in literature. Na njegovem dvoru je Piero della Francesca pisal o znanosti o perspektivi, Francesco di Giorgio Martini je napisal Trattato di Architettura (Razpravo o arhitekturi) in Rafaelov oče Giovanni Santi je napisal svojo poetično pripoved o umetnikih tistega časa. Federicov dvor je opisal Baldassare Castiglione v knjigi Il Cortegiano (Dvorjan) in v njej določil standarde, ki so označevali sodobno evropsko gospodo.
Leta 1502, Cesare Borgia, s privolitvijo papeža Aleksandra VI., razlasti vojvodo Guidobalda in Elisabetto Gonzaga, potem ko ju je leta 1497 izgnal iz mesta. Vrnili so se leta 1503, ko je Alexander VI. umrl. Papež Leon X. je poskušal na oblast postaviti mladega vojvodo Medičejskega, vendar mu je načrte prekrižala zgodnja smrt Lorenza II. de' Medici leta 1519. Guidobaldo je bil zadnji vojvoda iz družine Montefeltro. Po njegovi smrti leta 1508 je njegov naziv podedoval Francesco Maria della Rovere, nečak papeža Julija II. Skoraj stoletje je nato Urbinu vladala rodbina della Rovere.
Urbino pa ni bil le mestna državica ampak tudi vikariat, ki je obsegal okoli 2700 km². Ozemlje je bilo pretežno gorato in hribovita narava je nudila zelo malo naravnih virov. Politično je bila država razdeljena na različne neodvisne plemiške lastnike zemljišč. Papeška država ni imela posebnega nadzora, čeprav je večkrat poskušala izkoristit rivalstvo med njimi. Leta 1626 je papež Urban VIII. dokončno vključil vojvodino v papeževo posest, kot darilo zadnjega vojvode Della Rovere, ki se je umaknil v pokoj po atentatu na njegovega naslednika, ki je zavladal kot nadškof. Njegova velika knjižnica je bila preseljena Rim in pripojena Vatikanski knjižnici leta 1657. Kasneje je postal Urbino del Papeške države, po letu 1861 del Kraljevine (kasneje republika) Italije.
V kraju je sedež nadškofije in državne univerze (Univerza mesta Urbino, ustanovljene 1564).
Prvi znani škof v Urbinu je bil Leontius, ki ga je imenoval za škofa Riminija, Gregor I. leta 592. Tedaj stolnice ni smel zgraditi znotraj obzidja. To se je zgodilo šele v letu 1021 pod škofom Teodorjem. Škof Oddone Colonna (1380) je pozneje postal papež Martin V.

## Majolika
Kraj je bil do 17. stoletja znan po izdelavi poslikane keramike-majolike.
Glina v Urbinu, ki je omogočala opekarsko industrijo, je bila vir za izvrstne lončene izdelke (Botteghe) iz glazirane keramike, znane kot majolika. Iz preprostih lokalnih izdelkov, ki so nastajali v 15. stoletju v Urbinu, je po letu 1520 so vojvoda Della Rovere, Francesco Maria della Rovere in njegov naslednik Guidobaldo II, spodbudili industrijo, ki je izvažala izdelke po vsej Italiji. Najprej obliki imenovani istoriato z uporabo gravure manierističnih slikarjev, nato v slogu arabesk in grotesk v Rafaelovem stilu. Drugi centri tovrstnih izdelkov v 16. stoletju so bili v Gubbiu in Castel Durante. Veliko ime izdelovalcev majolike v Urbinu je bil Pillipario za Nicolo, sin Guida Fontane.

## Zanimivosti
Glavna zanimivost v Urbinu je Palazzo Ducale: gradnja se je začela v drugi polovici 15. stoletja po naročilu Federica II. da Montefeltra. V njem je Galleria Nazionale delle Marche z eno najpomembnejših zbirk renesančnih slik na svetu.
Druge zgradbe so: 
- Palazzo Albani (17. stoletje), Palazzo Odasi in Palazzo Passionei.
- Trdnjava Albornoz (La Fortezza), zgradil jo je papeški legat v 14. stoletju. 1507-1511 je Della Rovere dodal novo serijo obzidja. Zdaj je javni park.
- Rafaelova hiša in spomenik (1897).

Cerkve v Urbinu so:
- Stolnica v Urbinu (Duomo di Urbino)  - cerkev je bila zgrajena leta 1021 na mestu iz 6. stoletja stare zgradbe. Načrt iz 12. stoletja, ki je zgradbo obrnil za 90 stopinj glede na sedanjo, je bil novogradnja, ki jo je začel Federico II.; izvajalec je bil Francesco di Giorgio Martini, avtor vojvodske palače. Končana je bila šele leta 1604. Duomo je bila preprosta triladijska cerkev, ki je bila uničena v potresu leta 1789. Cerkev je obnovil rimski arhitekt Giuseppe Valadierd leta 1801. Nova cerkev ima tipično neoklasicistično podobo z veličastno kupolo. V njej je San Sebastian iz 1557, Vnebovzetje  Carla Maratta (1701) in znamenita Zadnja večerja Federica Baroccija (1603-1608).
- Cerkev San Giovanni Battista s freskami Lorenza Salimbeni da Sanseverina.
- Sant'Agostino, zgrajena v romanskem slogu v 13. stoletju, a večinoma spremenjena v naslednjih stoletjih. Fasada je iz poznega 14. stoletja, portal je v gotsko-romanskem slogu, notranjost pa je zelo urejena. V njej se dragocen klesani kor iz 16. stoletja, izdelan za poroko Costanze Sforza in Camilla Aragonskega. Zvonik je iz 15. stoletja.
- San Francesco (14. stoletje), prvotna gotsko-romanska stavba je bila obnovljena v 18. stoletju, je ostalo je le stebrišče in zvonik. Notranjost je triladijska in hrani svetega Frančiška, delo iz 15. stoletja, avtor Barocci.
- Oratorij San Giuseppe (zgodnje 16. stoletje), je sestavljen iz dveh kapel: ena ima presepio ali jaslice iz 16. stoletja Federica Brandanija, številne štukature so brezčasne in zelo naravne.

## V Urbinu so bili rojeni
- Annibale Albani (1682), kardinal
- Papež Klemen XI. (1649)
- Valentino Rossi (1979), motociklistični dirkač
- Giulio della Rovere (1532), kardinal
- Raffael da Urbino (1483), slikar in arhitekt visoke renesanse, bolj znan kot Rafael.